# Gustav-Adolf Schur
Gustav-Adolf "Täve" Schur (Heyrothsberge, 23 de febrer de 1931) va ser un ciclista alemany que va córrer entre 1951 i 1963. Va ser un dels ciclistes més populars de l'Alemanya de l'Est, i el primer alemany a guanyar el Campionat del Món de ciclisme amateur i la Cursa de la Pau. Entre 1959 i 1990 va ser membre del Volkskammer, el parlament de la República Democràtica Alemanya.

## Biografia
Com a membre de l'Equip Unificat d'Alemanya va guanyar la medalla de bronze en la prova per equips dels Jocs Olímpics de 1956 de Melbourne i una medalla de plata en la contrarellotge per equips dels Jocs Olímpics de 1960 de Roma. El 1958 i 1959 va guanyar el Campionat del món de ciclisme en ruta amateur, sent la primera vegada que un ciclista revalidava el títol. El 1960 no tornà a revalidar el títol perquè cedí la victòria al seu company Bernhard Eckstein.
El seu fill Jan va guanyar la medalla d'or en la prova per equips dels Jocs Olímpics de 1988 de Seül, junt a Uwe Ampler, Mario Kummer i Maik Landsmann.
Schur estava molt implicat en la política de la República Democràtica Alemanya. Entre 1959 i 1990 formà part del Volkskammer. Després de reunificació alemanya continuà vinculat a la política, sent membre del Bundestag entre 1998 i 2002.

## Palmarès
- 1951
  - 1r a la Rund um Berlin
- 1953
  - 1r de la DDR Rundfahrt
- 1954
  - Campió de la RDA
  - 1r de la DDR Rundfahrt
  - 1r a la Rund um die Hainleite
- 1955
  - 1r a la Cursa de la Pau i vencedor de 2 etapes
- 1956
  - Vencedor de 3 etapes de la Cursa de la Pau
  -  Medalla de bronze als Jocs Olímpics en Ruta per equips
- 1957
  - Campió de la RDA
  - 1r a la Rund um die Hainleite
  - Vencedor d'una etapa de la Volta a Egipte
- 1958
  -  Campió del món en ruta amateur
  - Campió de la RDA
  - Campió de la RDA de contrarellotge per equips
  - Vencedor de 2 etapes de la Cursa de la Pau
- 1959
  -  Campió del món en ruta amateur
  - Campió de la RDA
  - 1r de la DDR Rundfahrt
  - 1r a la Cursa de la Pau
- 1960
  - Campió de la RDA
  - 1r a la Rund um die Hainleite
  - Vencedor de 2 etapes de la Cursa de la Pau
  -  Medalla de plata als Jocs Olímpics en contrarellotge per equips
- 1961
  - Campió de la RDA
  - 1r de la DDR Rundfahrt
  - 1r a la Rund um Sebnitz
- 1962
  - 1r a la Neuseen Classics – Rund um die Braunkohle